# Kadua haupuensis
Kadua haupuensis är en måreväxtart som beskrevs av David H. Lorence och Warren Lambert Wagner. Kadua haupuensis ingår i släktet Kadua och familjen måreväxter. Inga underarter finns listade i Catalogue of Life.